# سیگرو
سیگرو (انگلیسی: Segro) شرکت خرده‌فروشی بریتانیایی است، که در سال ۱۹۲۰ تأسیس شد.